# شرف (إشبيلية)
شرف أو الجرف أو (نقحرة: الخاراف) هي دائرة في مقاطعة إشبيلية. وسميت بذلك لأنه مطلة أو مُشرفة على مدينة إشبيلية.